# بوت بلاير
بوت بلاير (بالإنجليزية:  PotPlayer)‏ طُور من قبل شركة كاكاو ويعمل على نظام التشغيل ويندوز.
يعتبر من أهم مشغلات الوسائط وقد تم اختياره من قبل موقع (lifehaker) بانه أفضل مشغل ميديا لعام 2018 2012

## مميزات بوت بلاير
- القدرة على تشغيل العديد من صيغ الفيديو والصوت.
- القدرة على تشغيل المقاطع الناقصة أو التالفة من ملفات ال (AVI) من خلال تخطي المقاطع التالفة.
- سريع جدًا وخفيف.
- الرجوع إلى آخر مكان توقف فيه المستخدم في مشاهدة الفيديو.
- وهناك الكثير من اختصارات لوحة المفاتيح على سبيل المثال المهام: التقدم إلى الأمام، تغيير الحجم والتكبير والتحكم بسطوع الصورة والتباين وضبط الوقت وعرض الترجمة.
- دعم الترجمات وتتضمن : SAA وASS في MKV، OGM، MP4، MOV، 3GP وكذلك إمكانية إعادة وتزامن الترجمة.
- مجموعة متنوعة من الثيمات والسمات كما يمكنك جعل النافذة شفافة أو إخفاء الإطار ..الخ.
- فلاتر الفيديو مثل(postprocessing, de-noise)، كما يمكنك تخصيص الفلاتر.
- تعديل الصوت والفيديو، كذلك يسمح للمستخدمين ضبط السطوع والتباين واللون وأيضًا تحرير الفيديو.
- والعديد من الميزات الأخرى المتوفرة في قائمة الخيارات.

## وصلات خارجية
- الصفحة الرئيسية
- أدوات بوت بلاير
- صفحة تحميل بوت بلاير
- تاريخ بوت بلاير، استعراض ومقارنة مع مشغلات أخرى في مجلة زينون